# Саудовско-эмиратские отношения
Саудовско-эмиратские отношения — двусторонние дипломатические отношения между Саудовской Аравией и ОАЭ. Протяжённость государственной границы между странами составляет 457 км.

## История
В 1971 году Саудовская Аравия отказалась признать Объединённые Арабские Эмираты из-за наличия территориального спора по принадлежности Эль-Бурайми. 29 июля 1974 года было подписано соглашение по урегулированию территориального спора по принадлежности Эль-Бурайми. Согласно соглашению, Оман получил три деревни, а ОАЭ шесть деревень, а также обе страны уступили Саудовской Аравии нефтяное месторождение Шайба. Соглашение предусматривало предоставление Саудовской Аравии право выхода в Персидский залив через территорию ОАЭ. В ходе конфликта в оманской мухафазе Дофар, Оман получал существенную финансовую поддержку из Саудовской Аравии, ОАЭ и Кувейта. Иранская исламская революция 1979 года и возникшая опасность в связи с этим распространения воинствующего ислама, Ирано-иракская война и потенциальная возможность прерывания движения танкеров через Ормузский пролив, повлекло за собой создание Совета сотрудничества арабских государств Персидского залива (который включает в себя Саудовскую Аравию, ОАЭ, Кувейт, Бахрейн и Катар). ССАГПЗ была создана для обеспечения коллективной безопасности государств-членов. На практике, вторжение Ирака в Кувейт в 1990 году показало, что ССАГПЗ оказался неэффективным в сдерживании и реагировании на агрессию со стороны соседних государств.
В апреле 2010 года Эр-Рияд призвал Абу-Даби исправить карту в соответствии с соглашением о границе, подписанным в 1974 году и который зарегистрирован Саудовской Аравией в Организации Объединенных Наций в 1993 году. Эмираты в ответ сделали заявление, что соглашение 1974 года никогда не было ратифицировано Федеральным Национальным советом. Соглашение дало Саудовской Аравии коридор шириной 25 км к заливу под названием Хор-аль-Удаид и доступ к углеводородам в месторождении Шайбах-Заррарах, но из-за этого ОАЭ и Катар лишились совместной сухопутной границы. Взамен ОАЭ сохранили район Эль-Айн, который саудовские вооружённые силы пытались захватить в 1950-е годы. В то же время некоторые аналитики рассматривают вариант, что Эмираты не готовы отказаться от реализации положений спорного соглашения, так как эта страна сформировала Совет по пограничным вопросам в конце 2009 года. Несмотря на напряженность, Саудовская Аравия остается самым важным соседом ОАЭ. Многие саудовские туристы посещают ОАЭ, рынок Саудовской Аравии является основным рынком сбыта для производителей ОАЭ. Эмираты также полагаются на поддержку Саудовской Аравии в споре с Ираном по поводу принадлежности острова Абу-Муса.